# Sárospatakdűlő
Sárospatakdűlő románul: Valea lui Cati. falu Romániában, Erdélyben, Kolozs megyében.

## Fekvése
Mezőcsán mellett fekvő település.

## Története
Sárospatak dűlő korábban Mezőcsán része volt. 1956 táján vált külön településsé 105 lakossal.
1966-ban 129 lakosából 81 román, 48 magyar, 1977-ben 178 lakosából 127 román, 51 magyar, 1992-ben 131 lakosából 103 román, 28 magyar volt. A 2002-es népszámláláskor 122 lakosából 88 román, 32 magyar, 2 német volt.